# National Beef
National Beef Packing Company er en amerikansk kødproducent med hovedkvarter i Kansas City, Missouri. De forarbejder oksekød og fremstiller produkter med oksekød. Virksomheden er siden 2020 majoritetsejet af brasilianske Marfrig. Deres årsomsætning er på ca. 7 mia. US $.
National Beef blev etableret i 1992 da Farmland Industries opkøbte Dodge City, Kansas slagteri.